# Djibouti op de Olympische Zomerspelen 2024
Djibouti nam deel aan de Olympische Zomerspelen 2024 in Parijs, Frankrijk.

## Aantal deelnemers
Hieronder volgt een overzicht van de atleten die zich kwalificeerden voor de Olympische Zomerspelen van 2024.
| Sport    | Mannen | Vrouwen | Totaal |
| -------- | ------ | ------- | ------ |
| Atletiek | 3      | 1       | 4      |
| Judo     | 1      | 0       | 1      |
| Zwemmen  | 1      | 1       | 2      |
| Totaal   | 5      | 2       | 7      |

## Deelnemers en resultaten

### Atletiek

#### Loopnummers
Mannen
| atleet                 | onderdeel | series   | series | herkansingen | herkansingen | halve finale | halve finale | finale         | finale         |
| atleet                 | onderdeel | tijd     | rang   | tijd         | rang         | tijd         | rang         | tijd           | rang           |
| ---------------------- | --------- | -------- | ------ | ------------ | ------------ | ------------ | ------------ | -------------- | -------------- |
| Mohamed Ismail Ibrahim | 5000m     | 13.57,47 | 15     | n.v.t.       | n.v.t.       | n.v.t.       | n.v.t.       | niet geplaatst | niet geplaatst |
| Abdi Waiss             | 5000m     | 14.11,88 | 11     | n.v.t.       | n.v.t.       | n.v.t.       | n.v.t.       | niet geplaatst | niet geplaatst |
| Ibrahim Hassan         | marathon  | n.v.t.   | n.v.t. | n.v.t.       | n.v.t.       | n.v.t.       | n.v.t.       | 2.09,31        | 14             |

Vrouwen
| atleet              | onderdeel | series   | series | herkansingen | herkansingen | halve finale | halve finale | finale         | finale         |
| atleet              | onderdeel | tijd     | rang   | tijd         | rang         | tijd         | rang         | tijd           | rang           |
| ------------------- | --------- | -------- | ------ | ------------ | ------------ | ------------ | ------------ | -------------- | -------------- |
| Samiyah Hassan Nour | 5000m     | 15.13,63 | 15     | n.v.t.       | n.v.t.       | n.v.t.       | n.v.t.       | niet geplaatst | niet geplaatst |

### Judo
Mannen
| atleet                  | onderdeel | eerste ronde         | tweede ronde         | derde ronde          | kwartfinale          | halve finale         | herkansing           | finale / BM          | finale / BM    |
| atleet                  | onderdeel | tegenstander uitslag | tegenstander uitslag | tegenstander uitslag | tegenstander uitslag | tegenstander uitslag | tegenstander uitslag | tegenstander uitslag | rang           |
| ----------------------- | --------- | -------------------- | -------------------- | -------------------- | -------------------- | -------------------- | -------------------- | -------------------- | -------------- |
| Aden-Alexandre Houssein | −73 kg    | n.v.t.               | Hristov V 00 - 10    | niet geplaatst       | niet geplaatst       | niet geplaatst       | niet geplaatst       | niet geplaatst       | niet geplaatst |

### Zwemmen
Mannen
| atleet                 | onderdeel       | series | series | halve finale   | halve finale   | finale         | finale         |
| atleet                 | onderdeel       | tijd   | rang   | tijd           | rang           | tijd           | rang           |
| ---------------------- | --------------- | ------ | ------ | -------------- | -------------- | -------------- | -------------- |
| Houmed Houssein Barkat | 50 m vrije slag | 26,00  | 54     | niet geplaatst | niet geplaatst | niet geplaatst | niet geplaatst |

Vrouwen
| atlete      | onderdeel       | series | series | halve finale   | halve finale   | finale         | finale         |
| atlete      | onderdeel       | tijd   | rang   | tijd           | rang           | tijd           | rang           |
| ----------- | --------------- | ------ | ------ | -------------- | -------------- | -------------- | -------------- |
| Nina Amison | 50 m vrije slag | 33,65  | 75     | niet geplaatst | niet geplaatst | niet geplaatst | niet geplaatst |